# Theodor Petřík
Theodor Petřík (8. října 1882 Tábor – 2. června 1941 Praha) byl český architekt a stavitel. Za svou kariéru vypracoval celou řadu především hospodářských staveb na území Čech. Jeho manželkou byla Milada Petříková-Pavlíková, první česká architektka.

## Život
Narodil se v Táboře do rodiny lékaře Františka Petříka a jeho manželky Antonie, roz. Koldové, dcery měšťana a koželuha Petra Koldy. Vystudoval stavitelství a architekturu na ČVUT, kde získal titul RTDr. Obdržel několik cen v soutěžích, zejména zaznamenal úspěch s projektem na přestavbu Staroměstské radnice v Praze. Dále se speciálně věnoval zemědělskému stavitelství, na základě vědecké práce v tomto oboru habilitoval na ČVUT v Praze, kde byl též jmenován přednostou jím založeného ústavu. Jeho přičiněním vznikla zemědělská stavební poradna při Českém odboru Zemědělské rady v Praze. V oboru zemědělských staveb dbal o zapracování stavebních prvků pro dodržování stájové hygieny, pracoval na racionalizaci a ekonomizaci zemědělského stavitelství.

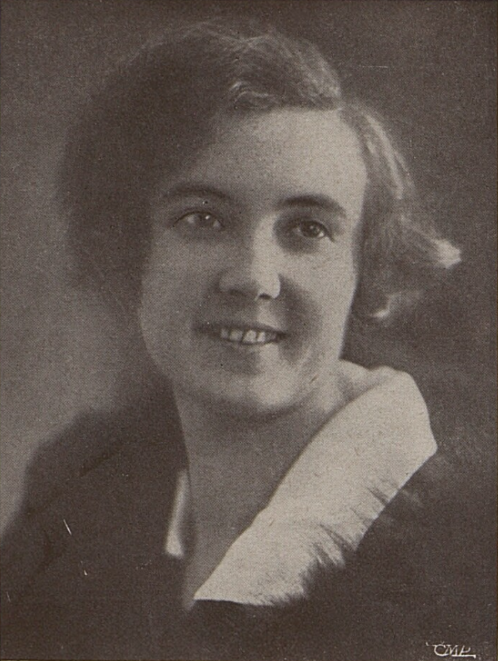
Ing. arch. Milada Petříková-Pavlíková, Petříkova manželka a spolupracovnice

Ve svém rodišti Táboře se staral o záchranu starých památek a byl za to jmenován konzervátorem Ministerstva školství. Literárně vydal několik odborných monografií a několik knih, mj. Zemědělské stavby.
Zemřel 2. června 1941 v Praze ve věku 59 let.
Oženil se s Miladou Petříkovou-Pavlíkovou, první ženskou absolventkou architektury na pražské technice.

## Dílo (výběr)
- Návrh na přestavbu Staroměstské radnice, Praha-Staré Město (1915, spolupráce Karel Roštík)[3]
- Dům čp. 1004, Praha-Nové Město (1920-1922, spolupráce František Havlena)
- Budova Pivovarské banky, Senovážné náměstí 25/872, Praha-Nové Město (přestavba původní budovy, 1921–1922, spolupráce Václav Pilc)
- Rolnická a odborná škola hospodářská v Kuklenách, Pražská, Hradec Králové-Kukleny (1922–1923)
- Vila Bedřicha Honzáka, Balbínova 657, Hradec Králové (1923–1924)[5]
- Domov Charlotty Masarykové, Dykova, Praha-Vinohrady (1923–1928, spolupráce Milada Petříková-Pavlíková)
- Přestavba Městské spořitelny, Tábor (1923)
- Průmyslové budovy Selekčního ústavu, Slapy
- Hospodářský dvůr Boží Dar u Milovic
- Velkostatek Vojkovice u Mělníka
- Školní statek Výzkumného ústavu zemědělského v Uhříněvsi (1921–1941)[3]
- Stavby Státního pokusného statku, Velká Bakta, Podkarpatská Rus
- Dům Bedřicha Honzáka, Hradec Králové (1931–1932, spolupráce Milada Petříková-Pavlíková)[5]
- Tyršova rozhledna na kopci Rozálka v Žamberku (1932)
- Netlucký lihovar, Netluky (1935)

- Budova Vysoké školy zemědělského a lesnického inženýrství ČVUT, Technická 3, Praha-Dejvice, (1929–1937, spolupráce Antonín Engel)[3]
- Budova Vysoké školy architektury a pozemního stavitelství ČVUT, Zikova 4, Praha-Dejvice, (1936–1937, spolupráce Antonín Engel)